# Овершот
Овершот (рос. овершот; англ. overshot, jar head, oval socket, нім. Overshot m, Fangglocke f) –
- 1) Інструмент для захоплення бурильних чи інших труб, які залишилися в свердловині.

- 2) Ловильний інструмент для вилучення із свердловини неприхоплених насосно-компресорних труб (діаметром 48, 60, 73 мм), що впали на вибій свердловини, шляхом захоплення їх підпружиненим кільцем. Він включає циліндричний корпус, всередині якого є кільце, що має на верхньому торці три поздовжні пластинчасті пружини, виготовлені заодно з кільцем. О.е. опускають на трубах і накривають ним аварійний об'єкт. Пружини при цьому розтискаються, пропускають муфту вверх, а відтак сходяться, обпираються в торець муфти.

Син. — експлуатаційний овершот.